# HMS E8
HMS E8 — британская подводная лодка типа E, принимавшая участие в Первой мировой войне. Заложена 12 марта 1912 года на королевской верфи в Чатэме. Постройка лодки обошлась британской казне в 105 700 фунтов. Во время Первой мировой войны переведена на Балтику для усиления Британской подводной флотилии, действовавшей с русских баз против германского судоходства.

## Служба
В октябре 1915 года E8 (лейтенант-коммандер Гудхарт, англ. Francis Goodhart) вышла на позицию у Либавы, потопив по пути 5 октября транспорт «Маргарет» у маяка Стило. 23 октября 1915 года Гудхард обнаружил броненосный крейсер «Принц Адальберт», в сопровождении двух эсминцев шедший по створу либавских маяков между двумя полосами немецких минных заграждений. Пропустив эсминцы, Гудхард дал торпедный залп с 5 кабельтовых. Торпеда попала в район носовых артиллерийских погребов. Взрыв был такой силы, что сама Е-8, потеряв управление, оказалась вышвырнутой на поверхность из-под воды. На миноносцах в этот момент все резко повернули головы к тому месту, где только что был крейсер, и тем самым лодка избежала обнаружения. Из экипажа крейсера спаслись трое моряков, погибли 672. С начала Первой мировой немецкий флот не нёс таких потерь на Балтике. Капитан-лейтенант Гудхард за эту атаку был награждён орденом Св. Георгия IV степени.
В мае 1917 года подводная флотилия перебазировалась на Ханго. По условиям Брест-Литовского мира находящиеся в Финляндии лодки, включая уцелевшие 7 британских, должны были отойти Германии. Чтобы этого избежать, субмарины (в том числе и E8) были выведены на глубину с помощью ледокола, и затоплены 4 марта 1918 года.

## Интересные факты
С июля 1916 года по май 1917 года русским офицером связи на лодке служил Аксель Иванович Берг — будущий заместитель министра обороны СССР (с 1953 по 1957 годы) и один из будущих основоположников советской кибернетики.